# Manu Molina
Manuel Antonio Molina Valero (Huelva, 20 de noviembre de 1991), más conocido como Manu Molina, es un futbolista español que ahora mismo se encuentra sin equipo. 

## Trayectoria
Se forjó en la cantera del Recreativo de Huelva, y siendo cadete fue fichado por el R. C. D. Espanyol de Barcelona. En julio de 2011 fue cedido a la S. D. Huesca para que compitiera en la Segunda División tras haber jugado en la anterior temporada siete partidos en Primera, entre ellos los 90 minutos en el Estadio Santiago Bernabéu ante el Real Madrid C. F.
En verano de 2012 se convirtió en nuevo fichaje para el equipo filial del Valencia C. F., el Valencia C. F. Mestalla. En la Liga Europa 2013-14 fue convocado por el técnico Juan Antonio Pizzi para el encuentro de vuelta ante el Dínamo de Kiev.
El 11 de octubre de 2016 se hizo oficial su fichaje por el R. C. Deportivo de La Coruña "B" para la temporada 2016-17.
En la temporada 2020-21 jugó en la U. D. Ibiza, club con el que consiguió el ascenso de Segunda División B a Segunda División. En la temporada siguiente disputó 38 partidos en esta categoría.
El 19 de julio de 2022 acordó su fichaje por el Real Zaragoza para dos temporadas, volviendo a encontrarse con Juan Carlos Carcedo, quien fuera su entrenador en Ibiza.
Jugó 25 encuentros y después de un año se marchó al Málaga C. F. tras haber sido liberado.

## Clubes
| Club                             | País   | Año       |
| -------------------------------- | ------ | --------- |
| R. C. D. Espanyol "B"            | España | 2009-2011 |
| R. C. D. Espanyol                | España | 2011-2012 |
| S. D. Huesca (cedido)            | España | 2011-2012 |
| Valencia C. F. Mestalla          | España | 2012-2014 |
| Real Club Recreativo de Huelva   | España | 2014-2016 |
| R. C. Deportivo de La Coruña "B" | España | 2016-2017 |
| Club Lleida Esportiu             | España | 2017-2018 |
| Salamanca C. F. UDS              | España | 2018-2019 |
| R. B. Linense                    | España | 2019-2020 |
| U. D. Ibiza                      | España | 2020-2022 |
| Real Zaragoza                    | España | 2022-2023 |
| Málaga C. F.                     | España | 2023-     |